# Kōta Mizunuma
Kōta Mizunuma (jap. 水沼 宏太, Mizunuma Kōta; * 22. Februar 1990 in Yokohama, Präfektur Kanagawa) ist ein japanischer Fußballspieler.

## Karriere

### Verein
Kōta Mizunuma erlernte das Fußballspielen in der Jugendmannschaft der Yokohama F. Marinos. Hier unterschrieb er 2008 auch seinen ersten Profivertrag. Der Verein aus Yokohama, einer Stadt in der Präfektur Kanagawa, spielte in der höchsten Liga des Landes, der J1 League. Von Juli 2010 bis Januar 2012 wurde er an den Tochigi SC ausgeliehen. Mit dem Verein aus Utsunomiya spielte er 50-mal in der zweiten Liga, der J2 League. Direkt im Anschluss wurde er an den Erstligaaufsteiger Sagan Tosu nach Tosu ausgeliehen. Nach Ende der Ausleihe wurde er Anfang 2013 von dem Erstligisten fest verpflichtet. 2016 nahm ihn der Ligakonkurrent FC Tokyo unter Vertrag. Die erste Mannschaft spielte in der ersten Liga, die U23-Mannschaft spielte in der dritten Liga, der J3 League. 2016 wurde er neunmal in der U23 eingesetzt. 2017 spielte er auf Leihbasis beim Erstligisten Cerezo Osaka in Osaka. Hier stand er mit dem Klub im Finale des J. League Cup und des Emperor’s Cup. Im Endspiel des J. League Cup gewann man 2:0 gegen Kawasaki Frontale, im Endspiel des Emperor’s Cup siegte man mit 2:1 gegen die Yokohama F. Marinos. Nach der Ausleihe wurde er von Osaka fest verpflichtet.
2018 gewann er mit Osaka den Supercup. Hier besiegte man den japanischen Meister Kawasaki Frontale mit 3:2. Sein ehemaliger Verein Yokohama F. Marinos nahm ihn ab Anfang 2020 wieder unter Vertrag. Am Ende der Saison 2022 feierte er mit den Marinos die japanische Meisterschaft. Am 11. Februar 2023 gewann er mit den Marinos den Supercup. Das Spiel gegen den Pokalsieger Ventforet Kofu wurde mit 2:1 gewonnen. Am Ende der Saison 2023 feierte er mit den Marinos die Vizemeisterschaft. Nach 143 Ligaspielen wechselte er Januar 2025 nach Australien. Hier schloss er sich in Newcastle dem Erstligisten Newcastle United Jets an.

### Nationalmannschaft
Von 2005 bis 2012 spielte Kōta Mizunuma in den verschiedenen Juniorenmannschaften von Japan.

## Erfolge
Cerezo Osaka
- Japanischer Ligapokalsieger: 2017
- Japanischer Pokalsieger: 2017
- Japanischer Supercupsieger: 2018

Yokohama F. Marinos
- Japanischer Meister: 2022
- Japanischer Vizemeister: 2023
- Japanischer Supercup-Sieger: 2023